# Fabian Englert
Fabian Englert (* 6. März 1990 in Erlenbach am Main) ist ein deutscher Schachspieler.
Im Jahr 2013 erlangte er den FM-Titel, seit 2017 trägt er den Titel Internationaler Meister. Die hierfür erforderlichen Titelnormen erzielte er im November 2013 beim First Saturday GM-Turnier in Budapest, im März 2016 beim GRENKE Chess Open in Karlsruhe und im Mai 2017 bei der Copenhagen Chess Challenge in Ballerup.
Seit der Saison 2004/05 spielt Englert für den SK 1982 Klingenberg e.V., seit der Saison 2007/08 am Spitzenbrett.
Bei den 70. Unterfränkischen Schacheinzelmeisterschaften 2019 in Obernau erreichte er mit 9 Punkten aus 9 Partien ein Rekordergebnis. Nie zuvor in der Geschichte dieses Turniers konnte ein Spieler alle Partien gewinnen. 2024 siegte Englert bei diesem Turnier zum vierten Mal in Folge.